# World Series FINA de plongeon 2008
Navigation
Édition 2007 Édition 2009
L'édition 2008 des World Series FINA de plongeon, se dispute durant les mois d'avril et mai et comporte trois étapes.

## Les étapes
| Date           | Lieu      |
| -------------- | --------- |
| 25 au 26 avril | Tijuana   |
| 24 au 25 mai   | Sheffield |
| 30 au 31 mai   | Nanjing   |

## Classement

### Hommes
| Place | Nom            | Nationalité | Point |
| ----- | -------------- | ----------- | ----- |
| 1     | He Chong       | Chine       | 48    |
| 2     | Qin Kai        | Chine       | 48    |
| 3     | Yahel Castillo | Mexique     | 44    |

| Place | Nom               | Nationalité | Point |
| ----- | ----------------- | ----------- | ----- |
| 1     | Tom Daley         | Royaume-Uni | 38    |
| 2     | Jeinkler Aguirre  | Cuba        | 34    |
| 3     | Jose Guerra Oliva | Cuba        | 32    |

| Place | Pays        | Point |
| ----- | ----------- | ----- |
| 1     | Chine       | 81    |
| 2     | Russie      | 69    |
| 3     | Royaume-Uni | 60    |

| Place | Pays   | Point |
| ----- | ------ | ----- |
| 1     | Russie | 69    |
| 2     | Cuba   | 60    |

### Femmes
| Place | Nom            | Nationalité | Point |
| ----- | -------------- | ----------- | ----- |
| 1     | Wu Minxia      | Chine       | 48    |
| 2     | Guo Jingjing   | Chine       | 46    |
| 3     | Blythe Hartley | Canada      | 40    |

| Place | Nom            | Nationalité | Point |
| ----- | -------------- | ----------- | ----- |
| 1     | Paola Espinosa | Mexique     | 50    |
| 2     | Xin Wang       | Chine       | 44    |
| 3     | Émilie Heymans | Canada      | 42    |

| Place | Pays        | Point |
| ----- | ----------- | ----- |
| 1     | Chine       | 81    |
| 2     | Russie      | 72    |
| 3     | Royaume-Uni | 57    |

| Place | Pays    | Point |
| ----- | ------- | ----- |
| 1     | Canada  | 75    |
| 2     | Mexique | 63    |

## Vainqueurs par épreuve
| Étapes    | Hommes         | Hommes       | Hommes                  | Hommes                                   |              | Femmes         | Femmes                       | Femmes                                  | Femmes |
| Étapes    | Tremplin 3m    | Haut vol 10m | Synchro 3m              | Synchro 10m                              | Tremplin 3m  | Haut vol 10m   | Synchro 3m                   | Synchro 10m                             |        |
| Tijuana   | Yahel Castillo | Zhou Luxin   | Chine Qin Kai Wang Feng | Russie Oleg Vikulov Konstantin Khanbekov | Guo Jingjing | Paola Espinosa | Chine Wu Minxia Guo Jingjing | Chine Chen Ruolin Wang Xin              |        |
| Sheffield | He Chong       | Huo Liang    | Chine Qin Kai Wang Feng | Royaume-Uni Blake Aldridge Thomas Daley  | Guo Jingjing | Paola Espinosa | Chine Wu Minxia Guo Jingjing | Canada Marie-Ève Marleau Émilie Heymans |        |
| Nanjing   | He Chong       | Zhou Luxin   | Chine Qin Kai Wang Feng | Chine Li Mengqiang Wang Zihao            | Wu Minxia    | Chen Ruolin    | Chine Wu Minxia Guo Jingjing | Chine Wang Xin Chen Ruolin              |        |